# Cyperus mollipes
Cyperus mollipes là loài thực vật có hoa trong họ Cói. Loài này được (C.B.Clarke) K.Schum. mô tả khoa học đầu tiên năm 1895.